# George Hicks
Ernest George Hicks (* 13. Mai 1879 in Vernhams Dean, Hampshire; † 19. Juli 1954) war ein britischer Politiker (Labour Party) und Gewerkschaftsführer.

## Leben und Wirken
Hicks begann 1890 als Maurer zu arbeiten. Im Juni 1904 war er zusammen mit den Maurern Jack Fitzgerald und F. K. Cadman einer der drei Gründer der Socialist Party of Great Britain. Er trat aus dieser Partei am 20. August 1904 wieder aus und schloss sich ihr am 14. Dezember 1908 erneut an, bevor er sie um 1910 endgültig verließ.
1912 wurde Hicks Organisationsleiter der Operative Bricklayers’ Society (OBS), der nationalen Interessenvertretung der Maurer. Von 1919 bis 1921 bekleidete er den Posten des Generalsekretärs dieser Organisation. In diesem Jahr übernahm er dann das neugeschaffene Amt des Generalsekretärs der Amalgamated Union of Building Trade Workers, der Nachfolgeorganisation der OBS, das er zwanzig Jahre, von 1921 bis 1941, innehatte.
1926 beteiligte Hicks sich an der Organisation des landesweiten Generalstreiks dieses Jahres.
Von 1921 bis 1941 war Hicks ein Mitglied des Rates des britischen Gewerkschaftskongresses (Trade Union Congress, TUC). Von 1926 bis 1927 fungierte er einige Monate lang als Präsident des Gewerkschaftskongresses.
Bei einer Nachwahl für das britische Parlament im Jahr 1931 wurde Hicks als Kandidat der Labour Party im Wahlkreis Woolwich East ins House of Commons, das britische Parlament, gewählt. Sein Mandat wurde bei den Wahlen der Jahre 1935, 1945 und 1949 bestätigt. Er schied 1950 aus dem Parlament aus, so dass er dem House of Commons insgesamt neunzehn Jahre angehörte. Im Parlament war er Mitglied des beratenden Ausschusses für Wohnungsbau (Central Housing Advisory Committee) und des Ausschusses für die Frage des bezahlten Urlaubes (Holidays with Pay Committee). Des Weiteren war er Mitglied des Anglo-Russischen Parlamentsausschusses (Anglo-Russian Parliamentary Committee).
Von 1941 bis 1945 gehörte Hicks der Regierung Churchill als parlamentarischer Sekretär des Arbeitsministers an.

## Familie
Hicks war verheiratet mit Kate Louisa Bennett.

## Schriften
- Vorwort zu The Ragged Trousered Philanthropists. 1927.
- Poverty from Plenty. Social Democratic Federation, 1933.
- The Chaos Produced by Capitalism.
- The Future of the Workers’ Clubs.